# 吉井晃
吉井 晃（よしい あきら、1968年10月1日 - ）は、北海道士別市出身の元プロ野球選手（投手）。右投右打。

## 来歴・人物
旭川実業高等学校では主将で全道大会ベスト8、北海道工業大学では1年秋からチーム初の1部リーグ昇格を果たすと優勝するが2年秋の入替戦で敗れた。3年秋から1部復帰すると、4年秋は分割された札幌学生野球リーグでプレーした。チームではエースながら主将で4番を打った。その後北海道拓殖銀行に就職。1992年にNTT北海道の補強選手として都市対抗野球に出場して初戦の勝利投手、社会人通算15勝8敗。スリークォーターから、ストレートのMAXは135キロ。カーブ、シュート、決め球はスライダー。
1992年ドラフト6位で横浜ベイスターズに入団。
1995年に現役引退し、横浜ベイスターズの打撃投手、二軍マネージャー、一軍マネージャーを歴任し2000年に退団した。
2002年12月に青山メインランド（社長 西原良三）に入社。吉井が中心となって野球部を立ち上げ、部長並びに監督を務めた。東京不動産業健康保険組合主催の事業所対抗野球大会や、日本不動産野球連盟主催のRBA野球大会にエースとして登板している。2013年に監督を退任し、2015年5月末に退社。

## 詳細情報

### 年度別投手成績
| 年 度     | 球 団     | 登 板 | 先 発 | 完 投 | 完 封 | 無 四 球 | 勝 利 | 敗 戦 | セ 丨 ブ | ホ 丨 ル ド | 勝 率 | 打 者 | 投 球 回 | 被 安 打 | 被 本 塁 打 | 与 四 球 | 敬 遠 | 与 死 球 | 奪 三 振 | 暴 投 | ボ 丨 ク | 失 点 | 自 責 点 | 防 御 率 | W H I P |
| --------- | --------- | ----- | ----- | ----- | ----- | -------- | ----- | ----- | -------- | ----------- | ----- | ----- | -------- | -------- | ----------- | -------- | ----- | -------- | -------- | ----- | -------- | ----- | -------- | -------- | ------- |
| 1993      | 横浜      | 12    | 0     | 0     | 0     | 0        | 0     | 0     | 0        | --          | ----  | 51    | 11.2     | 15       | 0           | 5        | 1     | 0        | 8        | 0     | 0        | 5     | 5        | 3.86     | 1.71    |
| 通算：1年 | 通算：1年 | 12    | 0     | 0     | 0     | 0        | 0     | 0     | 0        | --          | ----  | 51    | 11.2     | 15       | 0           | 5        | 1     | 0        | 8        | 0     | 0        | 5     | 5        | 3.86     | 1.71    |

### 記録
- 初登板：1993年4月11日、対読売ジャイアンツ2回戦（東京ドーム）、5回裏2死から2番手で救援登板、1/3回無失点

### 背番号
- 43 （1993年 - 1995年）
- 93 （1996年 - 2000年）